# Panasonic Lumix DMC-FZ5
 (mars 2018).
Le Lumix DMC-FZ5 est un appareil photographique numérique de type bridge de la gamme Lumix FZ de Panasonic sorti en février 2005.

## Historique
Le FZ5 est le descendant direct du DMC-FZ4 auquel il reprend une grande part de son ergonomie et son zoom 12x. Cependant avec ses 5 millions de pixels, cet appareil possède 1 million de pixels en plus que son grand frère ce qui le place dans les appareils de nouvelle génération[réf. souhaitée]. Pour un bridge, les dimensions de l'appareil sont plutôt réduites malgré un groupe optique volumineux[Interprétation personnelle ?]. Il est disponible en deux coloris, un noir (black) et l'un silver. Le boîtier est constitué de plastique auquel s'ajoute un gainage de caoutchouc ayant pour but d'améliorer la prise en main. Au-dessus de l'appareil se trouvent plusieurs boutons, mais surtout une molette qui permet de permuter entre les différents modes que le Lumix permet d'utiliser.

## Fonctionnalités
Le FZ5 possède divers modes de photographie, certains pour novices, d'autres pour utilisateurs confirmés. C'est ainsi que le mode simple a des paramètres d'exposition et de sensibilité présélectionnés tandis que le mode manuel laisse libre choix au photographe en ce qui s'agit de l'ouverture et de la vitesse. Le macro permet de faire des gros-plans avec mise au point automatique, tandis que le mode vidéo permet à l'utilisateur de tourner des séquences en 320 x 240 pixels avec du son en 10 ou 30 images par seconde. Enfin, la position SCN offre plusieurs configurations de pré-réglages adaptées aux diverses scènes que l'utilisateur aurait l'occasion de photographier: portrait, sport, paysage, paysage nocturne, portrait nocturne, panning, feu d'artifice, fête et neige. À tout cela s'ajoute un mode visionnage permettant de regarder ses photographies et de les supprimer selon le résultat.
Outre de l'avoir équipé d'un écran ACL de 1,8 pouce et de 130 000 pixels, Panasonic a pourvu le FZ5 d'un viseur électronique couvrant 100 % de l'image pour un total de 114 000 pixels. Un bouton EVF/LCD permet de permuter entre l'écran extérieur et le viseur électronique qui offre l'avantage de donner autant d'informations que celles de l'écran ACL. À gauche de ce viseur, se situe une molette dioptrique permettant l'ajustement de la netteté de l'image, notamment pour les personnes ayant des verres correcteurs. À côté du bouton EVF/LCD se situe le bouton Display qui offre la possibilité d'ajouter certaines indication à l'écran telles un histogramme informant sur la distribution de la lumière dans l'image ou une grille d'aide au cadrage. Vient ensuite le bouton exposure donnant accès aux paramètres d'exposition.
À droite de l'écran ACL, se trouve le bouton des menus dans lesquels il est possible de configurer la qualité des images souhaitées et les divers paramètres du FZ5 comme les sons de capture ou l'horloge. Pour naviguer à l'intérieur des menus se trouve une commande multi-directionnelle qui, une fois hors de ces menus, offre 4 possibilité. c'est ainsi que la flèche gauche devient la commande du retardateur (la photo est alors prise avec 2 ou 10 secondes de différé avec la pression du bouton de prise de vue). La flèche du haut donne accès aux différentes compensations d'exposition alors que celle de droite permet de sélectionner le flash voulu par l'utilisateur. Enfin, la direction du bas baptisée review affiche la dernière image capturée pendant 5 secondes.
Deux touches situées derrière le déclencheur permettent respectivement de sélectionner le mode rafale voulu ainsi que la capacité du stabilisateur à agir ou non. Un dernier bouton en bas de l'appareil amène à l'option focus en mode capture et permet de préserver sa mise au point sans avoir à rester appuyé sur le déclencheur. En mode visionnage il devient une touche d'effacement direct des images.

## Caractéristiques techniques
Le Panasonic DMC-FZ5 prend des photos d'une taille maximale de 2560 × 1920 pixels avec un capteur CCD de 1/2,5 pouce composé de 5,36 millions de pixels (5 millions sont effectifs). La sensibilité du capteur CCD commence dès 80 ISO et peut atteindre 100, 200 ou 400 ISO et est automatiquement réglée par l'appareil lui-même en fonction de la luminosité.
L'objectif a été conçu en partenariat avec la firme allemande Leica qui fournit donc au FZ5 un objectif Leica DC Vario-Elmarit 12X pouvant couvrir des focale de 6 à 72 mm (équivalent à 36-432 mm). L'un des grands atouts de cet appareil est qu'il doté d'un stabilisateur d'image Panasonic MEGA O.I.S. (ayant pour but de rectifier les mouvements involontaires effectués par le photographe) qui peut s'avérer indispensable lors d'une utilisation prononcée du zoom ou en cas de longue pose sous faible éclairement. Les ouvertures disponibles vont de f2.8 à f8 en grand angle et de f3.3 à f8 à l'extension maximale du zoom. La plage des vitesses s’étend de 8 secondes a 1/2000 seconde avec toutefois des restrictions suivant le mode dans lequel se trouve l'appareil. Un zoom numérique 4x est aussi inclus, recadrant l'image mais en sacrifiant la qualité d'image.
Six tailles différentes d'images sont sélectionnables sur le FZ5: 2560 × 1920, 2048 × 1536, 1920 × 1080, 1600 × 1200, 1280 × 960, 640 × 480 pixels. En plus de ces formats, différentes qualités d'images peuvent être choisies en format JPEG.
Une batterie rechargeable lithium-ion alimente le FZ5 s'insérant dans le même compartiment que la carte mémoire. la charge via l'adaptateur prend environ 120 minutes pour une autonomie indiquée d'environ 300 images. L'appareil se branche à un ordinateur via un câble USB 2.0.

## Concurrence
- Canon PowerShot S2 IS
- Fujifilm FinePix S5600
- Sony Cyber-shot DSC-H1